# ガガガを聴いたらサヨウナラ
『ガガガを聴いたらサヨウナラ（がががをきいたらさようなら）は、ガガガSPの10枚目のオリジナルアルバム。2014年12月10日発売。発売元は、avex entertainment。

## 概要
- アルバムのコンセプトは、「大人の本気と至高のおふざけが詰まった痛快なアルバム」。
- 「パンクロックは、御遊びではなく、大人の本気を見せつけること」ということで、ガガガSPを聴いたらほかの音楽は聴けなくなる（ほかの音楽とはサヨウナラ）というメッセージが込められている[1]。
- アルバム名の由来は、報道写真家の一ノ瀬泰造が残した書簡などをまとめた書籍「地雷を踏んだらサヨウナラ」[1]。

## 発売直前企画
- 「10日間連続でライブ映像を配信したる！！の巻」と題して2014年12月1日からアルバムリリースまでの12月10日まで毎日21:00に2014年の主なライブ映像を配信するという企画が行われた。ライブ映像は、ガガガSP公式YouTubeチャンネルにて公開された。

## 収録曲
1. ガガガを聴いたらサヨウナラ
  - 作詞･作曲:コザック前田

アルバムタイトル曲。
2. 君がみた
  - 作詞・作曲：山本聡
3. くそくらえ節
  - 作詞・作曲：桑原康伸

10代の負けた感を表現した曲。30歳を超えても（アルバムリリース当時34歳）消えないという。『30歳を過ぎてから考えたらそんなに悪いものではなかったと思うが、10代の頃はすごくドロドロした「クラスメイトみんな嫌い！」みたいな、その敗北感みたいなのは30歳を超えても感じてしまう』とアルバムリリースのインタビューでコメントしている。
4. 何言っとんのかわかりまへんわ
  - 作詞・作曲：山本聡
5. 戻らない夏
  - 作詞・作曲：コザック前田
6. 誰もが
  - 作詞・作曲：山本聡
7. 晩年の青春
  - 作詞・作曲：桑原康伸
8. こんちきしょうめ
  - 作詞・作曲：山本聡

18thシングル。表記はないが、アルバムバージョンでの収録となっている。
9. 輝く日々　
  - 作詞・作曲：桑原康伸・コザック前田
10. 高架線
  - 作詞：山本聡・コザック前田　作曲：山本聡

神戸のライブハウス「神戸　Star Club」について歌った曲。ガガガSPは、ここで長年、ライブをやって、さまざまなことを教わり、成長したと振り返っている。2014年8月30日をもって、このライブハウスがなくなることを受け（実際は経営者が変わってライブハウスは存続することになった）、同日、オールナイトイベント「爆裂都市～2014最終章～」を開催することになり、その時に山本が製作した曲。
ライブハウスがなくなることが決定した時、山本は立ち返ったような気持ちになり、1日中ホワーッとした気分になって、そのままギターを弾いていたら曲が出来上がったと話している。
また山本は、このころバンド結成当初の気持ちがよみがえり、自分自身もシャキッとし、同年代の、生活に疲れて背中を丸めて下を向いて歩いている人たちに向けてシャキッとさせるような曲を作りたいと思ったことがこの曲を作ったきっかけだと話している。
歌詞に「高架線の列車の音」というフレーズが出てくるが、これは神戸のライブハウスは高架になっている線路の下にあるところが多く、そこでバンド活動をしてきて今後もし続けることからこのようなフレーズが出てきている。
PVがあり、2014年11月5日に撮影が行われ、同年11月19日にYouTubeにて公開された。PVには、チューインガムが出演している。
11. サバラ
  - 作詞：ガガガSP　作曲：山本聡

歌詞カードには、「アーティストの意向により割愛させていただきます。」と書かれている。
2014年9月23日に東京のライブハウス「渋谷Star lounge」で行われた『ガガガSP主催興行「音楽戦線異常アリ！！」第三作目』内で行われた曲でライブでの演奏をそのまま音源として収録している。